# Inō Battle wa Nichijō-kei no Naka de
Inou Battle wa Nichijou-kei no Naka de (異能バトルは日常系のなかで lit. Cuando las batallas sobrenaturales se convirtieron en algo común?) es una serie de novelas ligeras japonesas escritas por Kota Nozomi con ilustraciones de 029. SB creative ha publicado siete volúmenes desde 2012 bajo su imprenta GA Bunko. Una adaptación de manga con el arte de Kōsuke Kurose comenzó su serialización en Kadokawa Shoten Comp Ace en septiembre de 2013. Una adaptación de anime se emitió en Japón entre el 6 de octubre y 22 de diciembre de 2014

## Argumento
La historia se centra en el Club de Literatura de la Escuela Secundaria Senkō, cuyos cinco miembros; Jurai, Tomoyo, Hatoko, Sayumi y Chifuyu, de alguna manera han desarrollado superpoderes. Estos superpoderes ahora se han convertido en parte de sus vidas cotidianas y, por otro lado, deberán también luchar contra otras personas con poderes similares.

## Personajes

### Miembros del club de literatura
July Andō (安藤 寿来 Andō Jurai?)
Seiyū: Mamoru Miyano (CD Drama), Nobuhiko Okamoto (Anime)
El protagonista, que tiene un caso notable de 'Chūnibyō' (síndrome de octavo grado), que mantiene incluso después de obtener superpoderes reales. Como tal, él es el que ha dado nombre a los poderes de cada uno, los cuales se escriben con caracteres kanji pero tienen lecturas en inglés. Su poder es "Dark and Dark" (黒焰 (ダークアンドダーク) Daku ando Daku, lit. "Flama Negra"), que es una llama de color negro azulado aparentemente tibia e inútil. Más tarde se despierta una versión mejorada pero peligrosa llamada "Dark y el fin de lo oscuro", a diferencia de la primera versión esta quema la mano de sus usuarios con una llama inextinguible, la única manera de detenerlo es cortando la mano.
A pesar de tener conducta chunni, es inteligente, astuto y considerado con las personas que lo rodean, aunque bastante tímido en cuestiones románticas, ya que se vio abrumado durante el corto noviazgo con Mirei y no se percata del interés de las miembros del club. Su apodo es Guiltia Sin July, el Conquistador del Caos
Tomoyo Kanzaki  (神 崎 灯 代 Tomoyo Kanzaki ?)
Seiyū: Asami Imai (CD Drama), Haruka Yamazaki (Anime)
Una chica pelirroja que está constantemente desconcertada por las payasadas chunni de July, sin embargo en el pasado ella también lo fue y animó a July, inhibiéndose a sí misma debido a que se enamoró de él, pasando a tener una actitud tsundere intentando negar estos sentimientos pero celándolo ante la cercanía de alguna chica. Su poder es "Closed Clock" (永遠(ク ロ ー ズ ド ク ロ ッ ク) Kurōzudo Kurokku, lit. "Eternidad"), que permite acelerar, ralentizar o detener el tiempo, aunque no puede ir al pasado. Su pasatiempo es escribir novelas ligeras, cosa que también reprimía por no poder avanzar de fases en los concursos de las editoriales. Su apodo, Endless Paradox, fue considerado como el mejor del grupo según July 
Hatoko Kushikawa (櫛 川 鳩 子 Kushikawa Hatoko?)
Seiyū: Hisako Kanemoto (CD Drama), Saori Hayami (Anime)
Una chica educada cabeza hueca que a menudo se toma en serio las payasadas chuunibyou de July. Siendo su amiga de la infancia, buscó entender el porque del modo de actuar de July, sin éxito, ya que también cayó enamorada, superándolo gracias a la ayuda de Tomoyo, con quien crea una rivalidad amistosa por July. Su poder es "Over Element" (五帝(オ ー バ ー エ レ メ ン ト) Oba Eremento, lit. "Cinco Emperadores"), dándole la capacidad de manipular los cinco elementos principales; tierra, agua, fuego, viento y luz. Ella puede utilizar estos elementos simultáneamente para crear una variedad de efectos (por ejemplo, la combinación de tierra y fuego para crear magma). Su apodo es Hatoko, la Comediante.
Sayumi Takanashi (高 梨 彩 弓 Takanashi Sayumi?)
Seiyū: Yumi Hara (CD Drama), Risa Taneda (Anime)
Es la más inteligente del club y la más madura, siendo criada en una familia perfeccionista, fue la presidenta del Consejo Estudiantil de su escuela secundaria, pero tuvo que declinar de serlo en la preparatoria, al haber sido derrotada por Mirei. Al haber sido aceptada igual por July, comenzó a tenerle cariño y amor. Su poder es "La raíz de Origen" (始 原(ル ー ト オ ブ オ リ ジ ン) Ruto obu Orijin, lit. "The Beginning"), en el que cualquier ser o cosa que toque vuelve a su estado original, aunque la naturaleza exacta de este sigue siendo vaga. Más tarde, ella "despierta" la capacidad de hacer a las personas regresar al cualquier lugar dónde hayan estado. A pesar de su fachada seria, en secreto le gustan las cosas Moe, como las Magical girls, por este motivo, se apodo a sí misma Princesa del Polvo de Nieve.
Chifuyu Himeki (姫木 千冬 Himeki Chifuyu?)
Seiyū: Rie Kugimiya (CD Drama), Nanami Yamashita (Anime)
Una estudiante de cuarto año de primaria que es la sobrina de la profesora Shiharu, la cual un día le pidió al Club si la podía cuidar debido a sus obligaciones como docente. Desde ese entonces, Chifuyu prefiere estar en el Club que en su propia escuela, sobre todo si esta July cerca. Su poder es "World Create" (創世（ワールドクリエイト） Wārudo Kurieito, lit. "Genesis"), lo que le permite crear materia y espacio a su antojo. También puede aprovechar la memoria de la tierra para crear materia que nunca ha visto antes. Su apodo es Pineapple Pork.

### Otros personajes
Mirei Kudō (工藤 美玲, Kudō Mirei?)
Seiyū: Kana Asumi (CD Drama), Kaori Fukuhara(Anime)
Es la presidenta del Consejo Estudiantil, la cual visita frecuentemente el Club de Literatura por los ruidos molestos y hechos misteriosos que ocurren en el mismo. Su poder es "Grateful Robber" (強欲（グレイトフルラバー）, Gureitofuru Rabā, lit. "Codicia") , el cual le permite robar el poder de otros siempre y cuando lo haya visto en un principio. Malinterpretó una carta de July que le sugeria el nombre Grateful Robber para su poder, tomándola como una carta de amor y renombrando su poder como "Grateful Lover" (ya que Lover y Robber tienen la misma pronunciación en japonés), enamorándose de él. July aclaró la intención de la carta, rechazando a Mirei, quedando en buenos términos a pesar de que ella no renunció a sus sentimientos por él.

Madoka Kuki (九鬼 円 Kuki Madoka?)
Seiyū: Emiri Kato
Es compañera y la mejor amiga de Chifuyu por fuera del Club. Al principio cuestionaba que Chifuyu pase más tiempo en el Club que en la escuela por celos de amistad, sin embargo lo aceptó gracias a July, a quien veía como un rival por el afecto de Chifuyu, pero después de conocerlo mejor lo aceptó, hasta incluso sentir una tímida atracción hacia él.

Shiharu Satomi (里見 詩春 Satomi Shiharu?)
Seiyū: Kaori Nazuka
Es la profesora consejera del Club de Literatura y la tía a cargo de Chifuyu. Casi siempre se la ve cansada y con sueño, durmiendo incluso en la sala de maestros.

Hajime Kiryū (桐生 一 Kiryū Hajime?)
Seiyū: Tomokazu Seki (Drama CD), Takuma Terashima (anime)
Es el mediohermano mayor de Tomoyo. También es un chunni como July, pero a la vez es el líder de un grupo de gente con poderes que busca participar en la "Guerra Mágica". Su poder es  "Pinpoint Abyss", el cual le permite crear agujeros negros con los que borra la memoria a quienes entren en ellos.

## Media

### Novela Ligera
La serie de novelas ligeras comenzó a publicarse el 16 de junio de 2012 bajo la imprenta GA Bunko, finalizando el 13 de enero de 2018 con un total de 13 volúmenes.
| N.º | Fecha de lanzamiento     | ISBN                   |
| --- | ------------------------ | ---------------------- |
| 1   | 16 de junio de 2012      | ISBN 978-4-7973-6991-5 |
| 2   | 17 de octubre de 2012    | ISBN 978-4-7973-7197-0 |
| 3   | 16 de marzo de 2013      | ISBN 978-4-7973-7303-5 |
| 4   | 16 de julio de 2013      | ISBN 978-4-7973-7470-4 |
| 5   | 15 de noviembre de 2013  | ISBN 978-4-7973-7525-1 |
| 6   | 17 de marzo de 2014      | ISBN 978-4-7973-7660-9 |
| 7   | 14 de julio de 2014      | ISBN 978-4-7973-7790-3 |
| 8   | 14 de octubre de 2014    | ISBN 978-4-7973-8017-0 |
| 9   | 14 de noviembre de 2014  | ISBN 978-4-7973-8159-7 |
| 10  | 13 de marzo de 2015      | ISBN 978-4-7973-8236-5 |
| 11  | 15 de abril de 2016      | ISBN 978-4-7973-8735-3 |
| 12  | 14 de septiembre de 2016 | ISBN 978-4-7973-8890-9 |
| 13  | 13 de enero de 2018      | ISBN 978-4-7973-9386-6 |

### Anime
Una adaptación a anime estuvo a cargo del estudio Trigger comenzando el 6 de octubre de 2014 y finalizando el 22 de diciembre del mismo año, contando con un total de 12 episodios. Su tema de apertura es "OVERLAPPERS" interpretado por Qverktett y su tema de cierre es "You Gotta Love Me!" interpretado por Kato＊Fuku.